# Micropsectra connexa
Micropsectra connexa är en tvåvingeart som först beskrevs av Jean-Jacques Kieffer 1906.  Micropsectra connexa ingår i släktet Micropsectra och familjen fjädermyggor. Inga underarter finns listade i Catalogue of Life.